# IC 3635
</tr 
IC 3635 је спирална галаксија у сазвјежђу Дјевица која се налази на листи објеката дубоког неба у Индекс каталогу.
Деклинација објекта је + 12° 52' 31" а ректасцензија 12h 40m 13,3s. Привидна величина (магнитуда) објекта IC 3635 износи 14,5 а фотографска магнитуда 15,2. Налази се на удаљености од 8,7</tr милиона парсека од Сунца. IC 3635 је још познат и под ознакама UGC 7830, CGCG 70-209, VCC 1828, NPM1G +13.0315, PGC 42430.